# Koh Koun
Pour les articles homonymes, voir KOH (homonymie).
Koh Koun, aussi romanisé en Kaôh Koun (khmer : កោះកូន), est une île du Cambodge.
Elle est située dans la province de Kaoh Kong à environ 25 kilomètres au large de Sihanoukville, dans le golfe de Thaïlande.